# Darnestown
Darnestown – jednostka osadnicza w Stanach Zjednoczonych, w stanie Maryland, w hrabstwie Montgomery.